# Banu Tamim
Els Banu Tamim (àrab: بنو تميم, Banū Tamīm), també Tamim ibn Murr, fou una de les principals tribus àrabs nòmades abans de l'islam, que vivien a l'est i centre de la península d'Aràbia. La seva genealogia és: Tamim ibn Murr ibn Udd ibn Tabikha ibn Ilyas ibn Mudar ibn Nizar ibn Maadd ibn Adnan. La paraula tamim en àrab significa ‘fort’ i ‘sòlid'.
Estaven dividits en tres branques formades pels fills de Tamim: Zayd Manat, Amr i al-Hàrith origen al seu torn de múltiples branques. El seu territori abans de l'islam era el Najd a l'entorn d'al-Yamama fins al golf Pèrsic, Bàssora i al-Udhayb (prop de la futura Kufa); quasi tots eren nòmades però hi havia alguns seminòmades als oasis de l'est; es van fer sedentaris amb l'Islam i altres tribus van anar ocupant els seus territoris; però una bona part dels tamimites van restar pastors seminòmades. Tenien bones relacions amb els sassànides i amb els làkhmides d'al-Hira i eren utilitzats pel transport pel desert i per assegurar rutes comercials; els tamimites al seu torn depenien dels sassànides pels seus aprovisionaments, principalment l'oasi d'al-Hassà on hi havia el principal mercat. Amb l'arribada de l'islam al-Múndhir va esdevenir el governador musulmà de l'Aràbia oriental i Hadjar. Els tamimites es van establir aleshores a Bàssora (les subtribus dels Sad i els Hanzala i la tribu dels Amr) i a Kufa; el suport dels tamimites era necessari per controlar l'Iraq i Aràbia oriental. Molts tamimites van ocupar funcions importants durant el califat omeia i al començament de l'abbàssida però pocs van arribar a ser governadors.

## Banu Hàndhala
Els Banu Hàndhala ibn Màlik són una branca de la tribu àrab dels Banu Tamim. Les seves divisions principals són els Dàrim, Yarbú i Baràjim. Viuen a la Yamama, no lluny de la regió de Dariyya. Les seves poblacions principals eren as-Samman i ar-Rakmatan. A la meitat del segle VI eren aliats de Kinda; vers 570 estaven en bones relacions amb els reis làkhmides d'al-Hira però un incident va provocar una guerra i 100 presoners hanzales foren cremats vius pels làkhmides. Es van fer musulmans i només una part de la tribu va participar en la Rida. Els Banu Hàndhala es van establir principalment a Bàssora i altres punts de l'Iraq; els zutt i els sayabiga van esdevenir els seus clients. Van donar alguns caps kharigites.